# Stadtarchiv Überlingen
Das Stadtarchiv der ehemaligen Reichsstadt Überlingen befindet sich seit 1913 in der Alte Stadtkanzlei. In unmittelbarer Nähe des über 400 Jahre alten Renaissancegebäudes, das zuletzt im Jahr 2000 saniert wurde, befindet sich auch ein modernes klimatisiertes Magazin mit einer Fahrregalanlage.

## Geschichte und Aufgaben
Hauptaufgabe des Stadtarchives ist die Aufbewahrung und Erschließung aller rechtlich relevanten Dokumente der Stadtverwaltung.
Seit 1987 ist Diplom-Archivar Walter Liehner Leiter des Stadtarchivs. Neben seiner alltäglichen Aufgaben im Archiv bietet er regelmäßig sachkündige Führungen zu ausgewählten Themen im Archiv und auf Spaziergängen durch die Stadt an und veröffentlicht Aufsätze zur Stadtgeschichte.
Im Archiv werden einige Benutzerplätze für angemeldete Fachbesucher angeboten.

## Bestände
Schwerpunkte der Sammlungen sind Überlingen, der Bodensee und sein Raum sowie Schwaben und die Schweiz.
Gesetzlich ist das Archiv verpflichtet, das Schriftgut der Stadtverwaltung aufzubewahren. Das Archiv nimmt außerdem wertvolle Unterlagen zur Stadtgeschichte von Privatpersonen, Vereinen und ansässigen Firmen an.
Das Archiv besitzt eine Päpstliche Bulle aus dem Jahr 1417 und den Überlinger Wappenbrief aus dem Jahr 1528, der von Karl V. verliehen wurde.
Eine zeitgeschichtliche Besonderheit für den Bestand ist die 16-bändige Reutlinger Chronik, die von dem Überlinger Bürgermeister und Spitalmeister Jakob Reutlinger (1545–1611) erstellt wurde und viele wertvolle Details über die Geschichte Überlingens enthält.